# Алфёрово (Павлово-Посадский городской округ)
Алфёрово — деревня в Московской области России. Входит в Павлово-Посадский городской округ. Население — 916 чел. (2010).

## Население
Согласно Всероссийской переписи, в 2002 году в деревне проживало 963 человека (441 мужчина и 522 женщины); преобладающая национальность — русские (96%). По данным на 2005 год в деревне проживало 968 человек.
| 1926 | 2002 | 2006 | 2010 |
| ---- | ---- | ---- | ---- |
| 614  | ↗963 | ↗968 | ↘916 |

## Расположение
Деревня Алфёрово расположена примерно в 10 км к югу от центра города Павловский Посад. Ближайшие населённые пункты — деревни Бразуново и Данилово. Рядом протекает река Бортенка.

## История
Деревня Алфёрово ранее входила в состав волости Загарье. В последней четверти XVIII века принадлежала Екатерине Александровне Леонтьевой. В то время в деревне было 22 двора. По данным пятой ревизии 1795 года в деревне было 30 домов и 251 житель (109 мужчин и 142 женщины). В 1859 году в деревне было 70 дворов, где проживало 246 мужчин и 262 женщины.
В 1876 году в деревне Алфёрово было 17 медных заведений. К 1890 году число кустарных медно-латунных заведений достигло 19. Также многие жители деревни занимались пошивом картузов и шапок. По сведениям 1890 года, в Алфёрове действовала земская школа. В 1937 году в Алфёровской начальной школе было 93 ученика и 2 учителя.
В 1969 году в деревне Алфёрово был создан совхоз «Павлово-Посадский». Для семей работников совхоза было построено 5 пятиэтажных домов. Перед зданием администрации установлен памятник солдату, рядом с ним проводятся различные торжественные мероприятия. В деревне одна улица — ул. Весенняя.
В 2000-х гг. в деревне была сооружена часовня.
С 2004 до 2017 гг. село было административным центром упразднённого  Аверкиевского сельского поселения Павлово-Посадского муниципального района. 

## Связь
Услуги телефонной связи и доступ в Интернет предоставляют операторы Ростелеком и КРЕДО-ТЕЛЕКОМ.